# Ilmenslawen

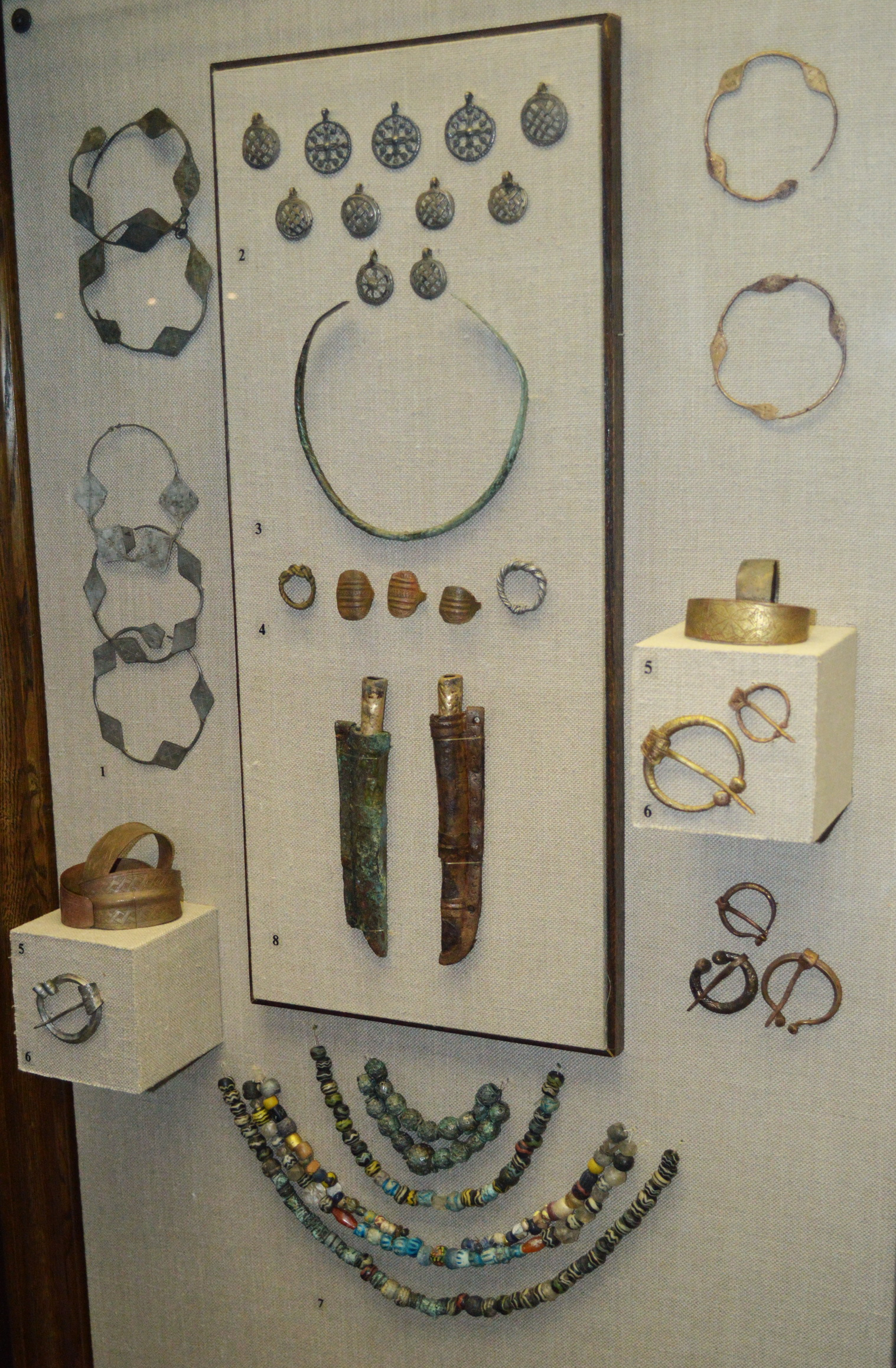
Gegenstände der Ilmenslawen

Die Ilmenslawen (russisch ильменские славяне, Selbstbezeichnung Slowenen, словене) waren der nördlichste Stamm der Ostslawen vom 8. bis 10. Jahrhundert im Gebiet um Nowgorod am Ilmensee im heutigen nordwestlichen Russland.

## Name
Die Bezeichnung Slowenen (словене) in altrussischen Chroniken für diesen Stamm ist eigentlich die allgemeine Bezeichnung für Slawen. Eine spezielle Bezeichnung für sie (wie für Poljanen, Drewlanen u. a.) gab es nicht.

## Gebiet
Archäologische Funde weisen auf slawische Siedlungen im Einzugsgebiet der Flüsse Wolchow, Lowat und Msta und am Oberlauf der Mologa hin. Die wichtigsten Anlagen waren Ljubscha und Ladoga im 8. Jahrhundert. In Russa und der warägischen Burg Rurikowo Gorodischtsche (Nowgorod) gab es slawische Funde aus dem 9. Jahrhundert.

## Geschichte
Über die Anfänge der Slawen im Gebiet des Wolchow gibt es keine gesicherten Erkenntnisse. Bis etwa um 700 war das Gebiet ausschließlich von finno-ugrischer Bevölkerung besiedelt.
Die ältesten bekannten slawischen Siedlungen in dem Gebiet datiert aus dem 8. Jahrhundert. Um 700 besetzen slawische Zuwanderer die finno-ugrische Burgsiedlung Ljubscha. Etwa 760 erobern sie die benachbarte skandinavischstämmige Siedlung Ladoga.
Zahlreiche archäologische Funde deuten auf eine gut entwickelte Landwirtschaft hin.
Für 862 wurden Slowenen erstmals in altrussischen Chroniken erwähnt, als sie mit den finno-ugrischen Tschuden und Wes und den ebenfalls ostslawischen Kriwitschen den Waräger Rurik gebeten haben sollen, über sie zu herrschen. 907 wurden sie erwähnt, als sie Fürst Oleg bei seinem Feldzug gegen das Byzantinische Reich begleiteten. Sie tauchen auch in der Russkaja Prawda auf, dem Gesetzeswerk des Kiewer Großfürsten Jaroslaws des Weisen.
Die Ilmenslawen bildeten die Grundlage der Bevölkerung der Republik Nowgorod. Ihre Nachkommen besiedelten in den späteren Jahrhunderten die Gebiete rund um das Weiße Meer (russische Volksgruppe Pomoren) sowie andere nordrussische Gebiete bis zum Uralgebirge.